# Thomas II Zaremba
Tomasz II Zaremba est l’évêque de Wrocław de 1270 à 1292. En 1274, il participe au IIe concile de Lyon. Voulant préserver et renforcer les libertés et l’indépendance de l’Église, il a conflit de longue durée avec Henri IV le Juste. 
Ce qui déclenche le conflit ce sont les propriétés dont l’évêché s’était emparé pendant la période difficile qui avait suivi la Bataille de Legnica et qu’Henri IV le Juste veut récupérer. Au début de l’année 1282, l’évêque de Wrocław remet ses doléances au légat du pape et lui demande d’être juge. Son verdict est favorable à l’évêché. En réaction, Henri IV s’en remet au jugement de ses pairs. L’assemblée des ducs, qui lui est inféodée, donne un verdict qui lui est favorable mais qui ne satisfait pas l’évêque.
En 1284, soutenu par le légat, l’évêque de Wrocław lance l’anathème contre Henri IV et un interdit (interdictum) frappe le duché de Wrocław. Il n’est pas suivi par tout le clergé. Les Franciscains, par exemple, restent fidèles à Henri IV. Celui-ci, qui n’a pas l’intention de se soumettre à l’évêque, en appelle au pape Martin IV. Jakub Świnka, l’archevêque de Gniezno, essaye sans succès de trouver un compromis acceptable pour les deux parties.
En 1285, Henri IV s’empare des châteaux appartenant à l’évêque, l’obligeant à se réfugier dans le duché voisin de Racibórz. Le dernier acte se joue en 1287 quand Henri IV envahit le duché de Racibórz. N’ayant plus la possibilité de fuir, l’évêque trouve un accord avec Henri IV qui se montre magnanime et laisse à Tomasz une grande partie de ses anciennes possessions. Par contre, Tomasz II ne gagne aucun véritable privilège pour son évêché.